# Marija Semeňuková
Marija Vasylivna Semeňuková (prov. Myrovyčová) (* 8. listopadu 1984) je bývalá ukrajinská zápasnice – sambistka, judistka.

## Sportovní kariéra
S judem/sambem začínala v Nadvirně pod vedením Jevhena Bodnaruka. Vrcholově se připravovala v armádním sportovním centru ve Lvově. V ukrajinské judistické a sambistické reprezentaci se pohybovala od roku 2002. V zápasu sambo je trojnásobnou mistryní světa z let 2003, 2004 a 2005. V judu se jako úspěšná juniorka mezi ženami na vrcholové mezinárodní úrovni neprosadila. Sportovní kariéru ukončila v roce 2012.

## Výsledky

### Judo
| Turnaj             | 2000           | 2001           | 2002           | 2003           | 2004           |
| Turnaj             | 16             | 17             | 18             | 19             | 20             |
| Turnaj             | polotěžká váha | polotěžká váha | polotěžká váha | polotěžká váha | polotěžká váha |
| ------------------ | -------------- | -------------- | -------------- | -------------- | -------------- |
| Olympijské hry     | —              |                |                |                | —              |
| Mistrovství světa  |                | —              |                | —              |                |
| Mistrovství Evropy | —              | —              | —              | —              | —              |
| Univerziáda        |                |                |                | 7.             |                |
| Akademické MS      |                |                | úč.            |                | úč.            |
| ME do 23 let       |                |                |                | 1.             | —              |
| MS juniorů         | —              |                | 7.             |                |                |
| ME juniorů         | —              | —              | 5.             | 1.             |                |
| ME dorostenců      | 2.             |                |                |                |                |

### Sambo
| Turnaj             | 2002 | 2003 | 2004 | 2005 | 2006 | 2007 | 2008 | 2009 | 2010 | 2011 |
| Turnaj             | 18   | 19   | 20   | 21   | 22   | 23   | 24   | 25   | 26   | 27   |
| Turnaj             | -72  | -80  | -80  | -68  | -68  | -68  | -68  | -68  | -68  | -72  |
| ------------------ | ---- | ---- | ---- | ---- | ---- | ---- | ---- | ---- | ---- | ---- |
| Mistrovství světa  | —    | 1.   | 1.   | 1.   | 3.   | 2.   | —    | úč.  | 3.   | —    |
| Mistrovství Evropy | 1.   | ?    | 3.   | 3.   | —    | 2.   | 2.   | 3.   | 3.   | 2.   |